# Regreso a Entia
Regreso a Entia (Wizja lokalna) es una novela de ciencia ficción de Stanisław Lem narrada en primera persona y publicada en 1982 por Wydawnictwo Literackie (Editorial Literario).
Ijon Tichy viaja a un planeta muy lejano, cuyo nombre se traduce en latín como Entia («Entes», «Entes racionales» o «Seres»), para estudiar su civilización. El nombre del planeta tiene que ver con el uso de una computadora para la generación de datos sobre ese mundo y sobre otros a partir de la simulación basada en los recogidos de antemano, y se recurre a ella por la lejanía de esos planetas, que es tanta que la luz tarda mucho en llegar desde allí. Es la máquina la que ofrece el nombre del planeta a partir de la computación de datos. Al no ser muy importante esa circunstancia para el desarrollo de la historia, no está muy trabajada en ella. Lem se volcó más bien en la construcción literaria del devenir de la especie dominante de ese mundo desde sus orígenes.
Los temas principales tratados en la obra son:
- La relación entre naturaleza y cultura.

- Como es habitual en la vertiente satírica de la obra de Lem, las dificultades de entendimiento entre civilizaciones de distintos mundos (en la vertiente más realista de su obra, se trata más bien la imposibilidad).

- La cantidad de civilizaciones extraterrestres y los problemas que se derivan de ello.

- La separación política en dos sistemas dominantes, que es fundamentalmente una parodia de la separación entre el Bloque Occidental y el Bloque del Este.

- Los problemas de una sociedad de la abundancia basada por completo en la producción automática, de manera que los individuos tienen poco que hacer.

- El problema de la eliminación del mal y los derivados de ella.

- La imposición de leyes de carácter ético mediante la técnica o con el uso de las máquinas (tecnocracia). En Lustrania, uno de los países del planeta visitado, se ha instaurado una "etosfera" en la que es imposible herir físicamente a alguien.

- El problema de la inmortalidad y los derivados de ella.

La novela consta de cuatro partes y un suplemento:
- I. En Suiza (W Szwajcarii).

- II. El Instituto de Máquinas de la Historia o El Instituto de Ingeniería de la Historia (Instytut Maszyn Dziejowych).

- III. En camino (W drodze).

- IV. Regreso a Entia o Inspección local (Wizja lokalna).

- Anexo. Breve diccionario especializado del lenguaje coloquial lustrano y curdlano, así como conceptos cultéticos (ver: "cultética") o Apéndice: incluye un breve glosario de términos utilizados por Tichy en sus descripciones de Curdlandia y Lustrania (Appendix - zawiera krótki słowniczek terminów, używanych przez Tichego w opisach Kurdlandii i Luzanii).[1]

## Trama

### En Suiza
Habiendo regresado a la Tierra, Ijon Tichy se va de vacaciones a Suiza. En su busca de un lugar donde descansar, tiene la suerte de poder instalarse en un castillo de Ginebra de la segunda mitad del siglo XVI situado junto al lago Lemán, y se lo regalan, argucia que emplea su dueño para evitar que le sea confiscado: el dueño es uno de los directivos de un consorcio dedicado a la alimentación infantil, trasunto de Nestlé. 
Allí en Suiza, Tichy se entera por el titular del Ministerio de Asuntos Extraterrestres de que se intenta conseguir una potente computadora con la que simular la historia de pueblos y planetas remotos.

### El Instituto de Máquinas de la Historia
El Instituto de Máquinas de la Historia está dividido en departamentos, como son el de Cosmología Económica, el de Errores y Deformaciones Ontológicas y el de Teología Extraterrestre. La base de todos ellos es historiográfica, y operan con máquinas que manejan datos de planetología, de física, de química y de investigaciones originales, aunque hay que tener en cuenta que, a menudo, cuando la información sobre mundos muy lejanos aportada por los viajeros llega al lugar donde ha de ser procesada, ya es obsoleta en muchos aspectos. 
El astronauta se ve en el compromiso de corregir lo que había escrito en su día sobre un planeta que había creído visitar, y se lo demandan desde el planeta genuino. En sus Diarios de las estrellas, Tichy había hablado de Enteropia (Enteropią). El profesor Tarantoga le avisará de que el texto que le había dejado en su día al respecto era obra de un oportunista. Además, como llega a saber Tichy, no solo se había producido una confusión con el nombre, fruto de una transcripción errónea de la palabra «entropía», sino que no se trata de la misma Entia sino de su satélite turístico y vacacional, hábilmente diseñado y logrado para confundir a los exploradores. El astronauta se propone entonces estudiar meticulosamente la historia de Entia aprovechando los archivos del instituto durante su estancia en Suiza, para después dirigirse personalmente al lejano planeta, visita para la que ha recibido una invitación de uno de sus gobiernos, y completar allí el estudio. A eso se refiere el título de la novela en el texto original polaco: Wizja lokalna (Inspección sobre el terreno).

### En camino
Durante el largo camino, el avezado viajero, que ha sido obsequiado con una máquina al efecto, entablará diálogo con las simulaciones que ha elegido: entre ellas, las de su abogado, las de varios especialistas en Lustrania y las de Karl Popper, Paul Feyerabend, Bertrand Russell y William Shakespeare, pues de ellos, pensadores unos, especialistas otros, y también gente corriente, quiere conocer la opinión sobre el asunto de su viaje.      

### Regreso a Entia
Al llegar a Entia, Tichy, como ya sabía que ocurriría por sus estudios en la Tierra, encuentra una sola especie dominante, si bien dividida en dos comunidades bien diferenciadas: la de Curdlandia (Kurdlandczycy) y la de Lustrania (Luzanie).
Curdlandia se llama así por los curdlos, que viven en los pantanos. La mayoría de la población ha de vivir en el interior de los curdlos: en el estómago y en otros órganos internos. Los curdlos se desplazan por los pantanos guiados por sus alojados, que así exploran su tierra desde dentro de casa. A los alojados se les permite salir de su hospedante al menos un día al año. Tan solo algunos funcionarios y unos pocos más viven en casas en tierra firme y terreno seco. Curdlandia carece de desarrollo técnico, y está oficialmente orgullosa de ello. 
La principal característica de Lustrania es la etosfera: en Lustrania se han fabricado minúsculos autómatas de tamaño molecular cuya función primaria es el refuerzo de la ética como ley física, pues de tal naturaleza es la regla por la que no se puede herir físicamente a un semejante. Si se intenta hacerlo, la mano dispuesta a la agresión será detenida por un repentino aumento de la densidad del aire circundante, que se habrá vuelto viscoso sin por ello herirla. Si alguien intenta sumergirse, el agua lo arrojará de su seno. El daño psíquico aún es posible, pero a menudo ocurre que los minúsculos robots ayudan a escapar a quien es insultado o zaherido. Hay un movimiento de protesta para acabar con la etosfera, y un rasgo principal de sus actividades consiste en el intento de agresión física a cualquiera solo para demostrar que es posible, aunque aún no se ha logrado hacerlo. Los miniautómatas se ocupan también de la producción de bienes destinados a mantener un alto nivel de vida; mientras, los lustranos se dedican a actividades intelectuales o administrativas, de manera que la escasa actividad de producción material por su parte se ve como un problema. Al ver cómo son superadas sus obras por las de los propios miniautómatas, muchos artistas forman parte del movimiento de protesta. 
Hay, como era de esperar, oposición ideológica entre la colectivista Curdlandia y la individualista Lustrania, y también curdlanos cuyo sueño es emigrar a Lustrania para vivir en la abundancia, así como lustranos, especialmente estudiantes, que reclaman la aplicación del curdlismo (los más extremistas) o bien una ligera reversión del desarrollo técnico y la supresión de los miniautómatas (los más moderados). A los lustranos también les gusta irse de vacaciones a Curdlandia para librarse por un tiempo de los pequeños robots y de sus atenciones.
Hubo en tiempos una tercera comunidad, de otra especie y con su propio sistema social, pero fue destruida durante la guerra planetaria, y su existencia pasada, como la misma guerra, permanece en el silencio.